# Martin Sellner
Martin Sellner, avstrijski aktivist, vodja Generacija Identitete v Avstriji, * 8. januar 1989, Dunaj.
Znan je po svojih rasističnih, nacionalističnih in antisemitskih stališčih. Več držav je Sellnerju prepovedalo vstop, vključno z Nemčijo, Švico, ZDA in Združenim kraljestvom. Poleg video blogov in video izjav so na kanalu YouTube objavili še veliko število eseje v "Sezession". Poleg nastopanja trenutno študira filozofijo na Univerza na Dunaju.